# Перин, Сергей Григорьевич
Сергей Григорьевич Перин — советский хозяйственный деятель, полный кавалер ордена Трудовой Славы.

## Биография
Родился в 1947 году в селе Меча. Член КПСС.
В 1963—1965 — прицепщик, тракторист совхоза «Луч».
В 1965—1967 — военнослужащий Советской армии.
В 1967—2007 — тракторист колхоза «Луч» Кишертского района Пермской области.
Указами Президиума Верховного Совета СССР от 14 февраля 1975 года и 23 декабря 1976 года соответственно за досрочное выполнение социалистических обязательств награждён орденами Трудовой Славы III и II степеней.
Указом Президиума Верховного Совета СССР от 6 июня 1984 года награждён орденом Трудовой Славы I степени, став полным кавалером ордена Трудовой Славы.
Делегат XIX конференции КПСС.
Живёт в Пермском крае.